# Charles Baehni
Charles Baehni (Genebra,  21 de agosto de 1906 - 23 de janeiro de 1964) foi um botânico e antropólogo suíço.

## Biografia
O Professor Charles Baehni nasceu em 21 de agosto de 1906 em Genebra, Suíça. Ele foi educado na Universidade de Genebra, e foi supervisionado pelo Professor Robert Chodat, onde em 1932 ele foi agraciado com o grau de Doutor em Ciências. Nesse mesmo ano foi nomeado assistente do Conservatório e Jardim Botânico da Cidade de Genebra. Em 1934, ele estudou no Jardim Botânico do Field Museum em Chicago e, enquanto nos Estados Unidos, fez muitas viagens a várias partes do país e coletou extensas descobertas botânicas.
 

Em 1941, foi nomeado conservador do Jardim Botânico de Genebra. Ele atuou como Diretor do Conservatório e Jardim Botânico, em Genebra, Suíça, por vinte anos. Ele escreveu mais de cem artigos científicos e seu principal interesse era nas sapotáceas. Ele também contribuiu para várias outras famílias botânicas, incluindo Ulmaceae, Lacistemaceae e Violaceae. 